# 1901 en chimie
Cet article présente les faits marquants de l'année 1901 en chimie.

## Évènements
- 17 juin : dans la séance de l'Académie des sciences, le chimiste Eugène Demarçay annonce qu'il a isolé l’europium, un élément de numéro atomique 63[1],[2],[3].
- 10 août : les chimistes Emil Fischer et Ernest Fourneau publient leurs travaux sur la  synthèse du dipeptide glycylglycine[4]. Cette même année, Emil Fischer publie ses travaux sur l'hydrolyse de la caséine.
- 2 décembre : Sur la radioactivité induite provoquée par des sels de radium. Pierre Curie et André Debierne présentent à l'Académie des sciences le résultat de leurs expériences sur la radioactivité induite.
- Le physiologiste et chimiste britannique Frederick Hopkins découvre le tryptophane par hydrolyse de la caséine[5].
- Alfred Wohl and Wilhelm Aue publie la réaction de Wohl-Aue pour la première fois[6], c'est une réaction d'oxydo-réduction organique entre un composé nitro aromatique et l'aniline en milieu alcalin pour former une phénazine[7],[6]..

## Prix
- Prix Nobel de chimie : Jacobus van 't Hoff pour les services extraordinaires qu'il a rendus avec les découvertes des lois de la cinétique chimique et de la pression osmotique des solutions[8],[9].
- Médaille Davy : George Downing Liveing pour ses contributions en spectroscopie[10],[11].

## Naissances
- 20 février : Henry Eyring (mort en 1981), chimiste théoricien américain.

- 28 février : Linus Pauling (mort en 1994), physicien et chimiste américain, Prix Nobel de chimie en 1954.
- 24 mars : Karl Fischer (mort en 1958), chimiste allemand.
- 21 avril : Ignacio Ribas Marqués (mort en 1996), chimiste organicien espagnol, surtout connu pour ses travaux sur les substances naturelles, et tout particulièrement sur certains alcaloïdes végétaux.

- 18 mai : Vincent du Vigneaud (mort en 1978), biochimiste franco-américain.
- 25 mai : Carl Wagner (mort en 1977), physico-chimiste allemand.
- 29 août : Oscar D'Agostino (mort en 1975), chimiste et scientifique italien.
- 3 octobre : François Le Lionnais (mort en 1984), ingénieur chimiste et mathématicien français.

## Décès
- 10 février : Max Joseph von Pettenkofer (né en 1818), chimiste et hygiéniste bavarois.
- 1er avril : François-Marie Raoult (né en 1830), chimiste et physicien français.
- 23 décembre : Joseph Henry Gilbert (né en 1817), chimiste et agronome britannique.